# Sulfoborite
La sulfoborite è un minerale.